# Praporčan
Praporčan is een plaats in de gemeente Selnica in de Kroatische provincie Međimurje. De plaats telt 187 inwoners (2001).